# Song Yuqi
Song Yuqi (em chinês: chinês tradicional: 宋雨琦; romaniz.: Pinyin: Sòng Yǔqí; Wade–Giles: Sung Yü-ch'i; nascida em Beijing, China, em 23 de setembro de 1999) mais conhecida apenas como Yuqi (em chinês: chinês tradicional: 雨琦; romaniz.: Pinyin: Yǔqí; Wade–Giles: Yü-ch'i; em coreano: hangul: 우기; romaniz.: Romanização revisada da língua coreana: U-gi; McCune-Reischauer: Uki), é uma cantora, compositora, e dançarina chinesa. É popularmente conhecida por ser integrante do grupo feminino I-DLE. Ela realizou sua estreia oficial como integrante do grupo em 2018, com o lançamento do single "Latata". Em 2019, ela se tornou co-apresentadora do programa chinês Keep Running.

## Início da vida
Yuqi nasceu em 23 de setembro de 1999 em Beijing, China. Ela frequentou a Beijing 101 Middle School.

## Carreira

### Pre-debut
Em 2015, Yuqi participou da Cube Star World Audition em Beijing Station, onde apresentou "High Heels" pela CLC e "Bubble" por G.E.M. Ela conseguiu passar na audição e se tornou um aprendiz da Cube Entertainment. Dois anos depois, em junho, junto com Minnie e Shuhua, ela participou de um vídeo promocional para a Rising Star Cosmetics.

### 2018-presente: (G)I-DLE e atividades solo
Em 8 de abril de 2018, Song foi revelada como uma das membros do (G)I-DLE, o novo grupo da Cube Entertainment. Um mês depois, ela estreou como vocalista e dançarina do grupo com "Latata" do I Am. Em 2019, ela se tornou membro do elenco de Keep Running, junto com Angelababy e cinco atores.

## Filmografia

### Showde variedades
| Ano           | Título         | Canal                    | Notas            | Ref.   |
| ------------- | -------------- | ------------------------ | ---------------- | ------ |
| 2018          | Super TV 2     | XtvN                     | Convidada        | [ 12 ] |
| 2018          | Happy Together | KBS2                     | Convidada        | [ 13 ] |
| 2018          | Knowing Bros   | JTBC                     | Convidada        | [ 14 ] |
| 2019-presente | Keep Running   | ZRTG Zhejiang Television | Membro do elenco | [ 15 ] |